# Szuromi Péter
Szuromi Péter (Nyírgebe, 1904. június 29. – Jászberény, 1962. december 13.) néptáncos, a Népművészet Mestere. Polgári foglalkozása növénytermelő.

## Élete
1904-ben született a Szatmár megyei Gebén, a Herceg-tagban. Apja, Szuromi József itt volt feles dohányos[pontosabban?], anyja Török Liza háztartásbeli.
1911-ben, hétéves korában került az Ecsedi-láp melletti Tyukodhoz tartozó Róth-tagba.
Első táncos emléke is kisgyermek korához kapcsolódik, édesapjától tanulta meg a seprűtáncot, a „csapásolás” fortélyaiba pedig a falu egyik legjobb táncos cigánya, Varga Hajnal vezette be. A páros táncokkal való megismerkedése legénykorára, a bálba járás kezdetének idejére tehető. A jellegzetes ütő és támadó mozdulatokkal járt pásztortáncát 16 éves korában Csengerben látta először és ott sajátította el.
Csárdás táncában Szuromi a vidék legrégiesebb változatát őrizte meg. Pásztortánca – amelyet ő kondástáncnak nevezett – a botoló típusába tartozik. Táncművészetét nemcsak falujában és szűkebb környezetében ismerték, hanem szerte az országban az ő tánca alapján táncolták a tyukodi csárdást. Nemcsak kitűnő táncos volt, de a táncról és annak módjáról is élményszerűen tudott beszélni. Tánc- és énektudása mellett leginkább bábtáncoltató tudományára volt büszke.
1955-ben megkapta a Népművészet Mestere címet.
Legismertebb táncai:
- Botoló
- Csendes- és ugrós csárdás
- Seprűtánc